# Connor De Phillippi
Connor De Philippi (San Clemente, 25 dicembre 1992) è un pilota automobilistico statunitense, vincitore della 24 Ore del Nürburgring 2017.

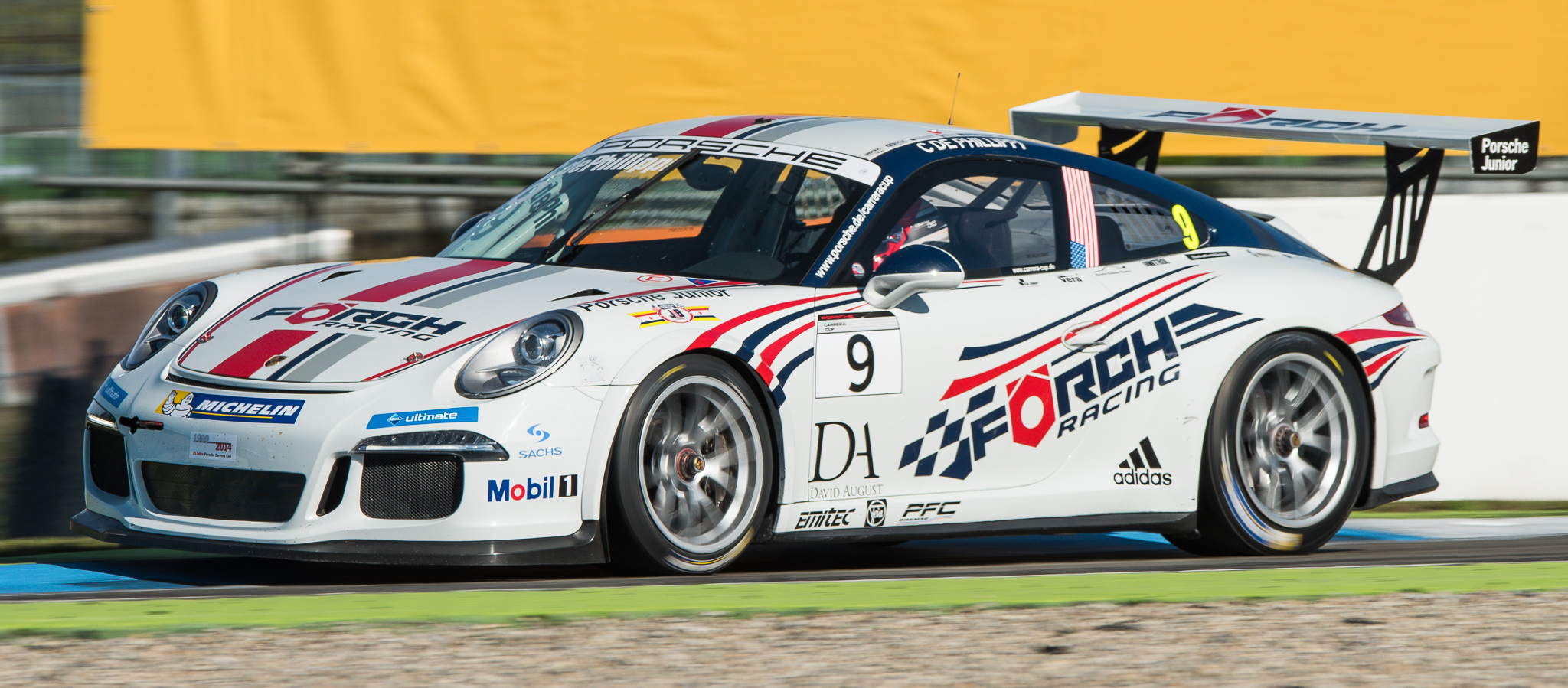
De Philippi alla Porsche Carrera Cup 2014

Nella sua carriera ha partecipato a varie competizioni motoristiche come il campionato WeatherTech SportsCar, la 24 Ore di Daytona e la 12 ore di Sebring (quest'ultima dal 2016 al 2022).
Tra i migliori risultati ottenuti in carriera, ci sono la vittoria dell'ADAC GT Master nel 2016 arrivando terzo nel 2017, vittoria nella classe GTLM alla 24 Ore di Daytona 2019 e vari piazzamenti a podio come alla Indy Pro 2000 Championship dove è arrivato terzo nel 2010 e secondo nel 2011.

## Palmarès
- 24 Ore di Daytona: 1
2019[4]
- 24 Ore del Nürburgring: 1
2017
- ADAC GT Masters Champion: 1
2016

## Risultati

### Risultati nel campionato IMSA
| Anno    | Team           | Classe  | Auto            | 1     | 2      | 3     | 4     | 5      | 6     | 7      | 8     | 9     | 10    | Punti | Pos. |
| ------- | -------------- | ------- | --------------- | ----- | ------ | ----- | ----- | ------ | ----- | ------ | ----- | ----- | ----- | ----- | ---- |
| 2022    | BMW M Team RLL | GTD Pro | BMW M4 GT3      | DAY 7 | SEB 10 | LBH 4 | LGA 3 | WGL 7  | MOS 5 | LIM    | ELK 5 | VIR 5 | PET 4 | 2872  | 5°   |
| 2023    | BMW M Team RLL | GTP     | BMW M Hybrid V8 | DAY 9 | SEB 2  | LBH 2 | LGA 8 | WGL 1  | MOS 3 | ROA 10 | IMS 3 | PET 7 |       | 2687  | 6°   |
| 2024    | BMW M Team RLL | GTP     | BMW M Hybrid V8 | DAY 4 | SEB 7  | LBH 9 | LGA 7 | DET 10 | WGL 6 | ELK 11 | IMS   | PET   |       | 1806* |      |
| Legenda |                |         |                 |       |        |       |       |        |       |        |       |       |       |       |      |

*Stagione in corso.